# Grothendieck-groep
In de groepentheorie, een deelgebied van de abstracte algebra, is de grothendieck-groep van een gegeven commutatieve halfgroep een in een bepaald opzicht kleinste abelse groep die de gegeven halfgroep omvat. Dat houdt in dat elke abelse groep die een homomorf beeld van de gegeven halfgroep {\displaystyle H} bevat, ook een homomorf beeld van de grothendieck-groep {\displaystyle {\mathcal {G}}(H)} van {\displaystyle H} bevat.
De grothendieck-groep ontleent zijn naam aan de meer algemene constructie in de categorietheorie, die door Alexander Grothendieck in het midden van de jaren 1950 werd geïntroduceerd in zijn fundamentele werk, dat resulteerde in de ontwikkeling van de K-theorie. wat leidde tot zijn bewijs van de stelling van Grothendieck-Riemann-Roch.

## Universele eigenschap
De grothendieck-groep kan beschreven worden met behulp van de zogeheten universele eigenschap:
Bij iedere commutatieve halfgroep {\displaystyle H} is er een abelse groep {\displaystyle {\mathcal {G}}(H)} en een halfgroephomomorfisme {\displaystyle \phi _{H}\colon H\to {\mathcal {G}}(H)} waarvoor geldt dat bij iedere groep {\displaystyle G} en ieder halfgroephomomorfisme {\displaystyle \phi \colon H\to G} precies één groepshomomorfisme {\displaystyle \psi \colon {\mathcal {G}}(H)\rightarrow G} is met {\displaystyle \phi =\psi \circ \phi _{H}}.

## Constructie
De grothendieck-groep {\displaystyle {\mathcal {G}}(H)} van de commutatieve halfgroep {\displaystyle H} is bepaald door de volgende constructie. Op het cartesisch product {\displaystyle H^{2}} is een equivalentierelatie gegeven door:
{\displaystyle (a_{1},b_{1})\sim (a_{2},b_{2})}
als er een {\displaystyle c\in H} is, waarvoor
{\displaystyle a_{1}+b_{2}+c=a_{2}+b_{1}+c}
Dat dit een equivalentierelatie is, laat zich gemakkelijk bewijzen. De equivalentieklassen {\displaystyle \{[(a,b)]\}} vormen de grothendieck-groep:
{\displaystyle {\mathcal {G}}(H)=H^{2}/\sim },
met als groepsbewerking:
{\displaystyle [(a_{1},b_{1})]+[(a_{2},b_{2})]=[(a_{1}+a_{2},b_{1}+b_{2})]},
als neutraal element de klasse
{\displaystyle [(a,a)]}
en als tegengestelde
{\displaystyle -[(a,b)]=[(b,a)]}
Met het halfgoephomomorfisme {\displaystyle \phi _{H}\colon H\to {\mathcal {G}}(H)}, gedefinieerd door:
{\displaystyle \phi _{H}(a)=[(a+a,a)]},
voldoen {\displaystyle {\mathcal {G}}(H)} en {\displaystyle \phi _{H}} aan de voorwaarden van de universele eigenschap.

## Equivalentierelatie
De genoemde relatie is inderdaad een equivalentierelatie, want:
1. {\displaystyle (a,b)\sim (a,b)}, aangezien {\displaystyle a+b+a=a+b+a}
2. als {\displaystyle (a_{1},b_{1})\sim (a_{2},b_{2})}, dan ook {\displaystyle (a_{2},b_{2})\sim (a_{1},b_{1})}, aangezien {\displaystyle a_{1}+b_{2}+c=a_{2}+b_{1}+c}
3. als {\displaystyle (a_{1},b_{1})\sim (a_{2},b_{2})} en {\displaystyle (a_{2},b_{2})\sim (a_{3},b_{3})}, zijn er {\displaystyle c,c'\in H} met {\displaystyle a_{1}+b_{2}+c=a_{2}+b_{1}+c} en  {\displaystyle a_{2}+b_{3}+c'=a_{3}+b_{2}+c'}, zodat {\displaystyle a_{1}+b_{3}+(a_{2}+b_{2}+c+c')=(a_{1}+b_{2}+c)+(a_{2}+b_{3}+c')=} {\displaystyle =(a_{2}+b_{1}+c)+(a_{3}+b_{2}+c')=a_{3}+b_{1}+(a_{2}+b_{2}+c+c')}, en dus {\displaystyle (a_{1},b_{1})\sim (a_{3},b_{3})}

## Groepseisen
De geconstrueerde grothendieck-groep {\displaystyle {\mathcal {G}}(H)} is inderdaad een abelse groep, want de groepsbewerking is commutatief, aangezien {\displaystyle H} commutatief is, en 
{\displaystyle [(a,b)]+[(c,c)]=[(a+c,b+c)]=[(a,b)]}
{\displaystyle [(a,b)]+[(b,a)]=[(a+b,b+a)]=[(a+b,a+b)]}, dus het neutrale element

## Universele eigenschap
De groep {\displaystyle {\mathcal {G}}(H)} en het groepshomomorfime {\displaystyle \phi _{H}} voldoen aan de universele eigenschap.
Stel namelijk dat voor
{\displaystyle \phi \colon H\to G}
{\displaystyle \psi \colon {\mathcal {G}}(H)\to G}
{\displaystyle \psi '\colon {\mathcal {G}}(H)\to G}
geldt
{\displaystyle \phi =\psi \circ \phi _{H}}
en ook
{\displaystyle \phi =\psi '\circ \phi _{H}}
dus
{\displaystyle \phi (a)=\psi \circ \phi _{H}(a)=\psi ([a+a,a])}
en 
{\displaystyle \phi (a)=\psi '\circ \phi _{H}(a)=\psi '([a+a,a])}
Dan is
{\displaystyle \psi '([a,b])=\psi '([a+a+b,b+a+b])=\psi '([a+a,a]+[b,b+b])=}
{\displaystyle =\psi '([a+a,a]-\psi '([b+b,b])=\psi ([a+a,a])-\psi ([b+b,b])=}
{\displaystyle =\psi ([a+a,a])+\psi ([b,b+b])=\psi ([a+a+b,a+b+b])=\psi ([a,b])}
dus
{\displaystyle \psi '=\psi }